# Cyclorhiza
För kräftdjurssläktet med samma namn, se dess enda art Cyclorhiza eteonicola.
Cyclorhiza är ett släkte i familjen flockblommiga växter. Dess tre arter förekommer i Tibet och södra Kina.

## Arter
Släktet har tre accepterade arter:
- Cyclorhiza peucedanifolia (Franch.) Constance
- Cyclorhiza puana Jing Zhou & Zhen W.Liu
- Cyclorhiza waltonii (H.Wolff) M.L.Sheh & R.H.Shan